# Петторути, Эмилио
Эмилио Петторути (исп. Emilio Pettoruti; 1 октября 1892, Ла-Плата, Аргентина — 16 октября 1971, Париж, Франция) — аргентинский художник-модернист, педагог. С 1930 года по 1947 год директор Музея изобразительных искусств в Ла-Плате, чьим именем он был позже назван. Считается одним из самых влиятельных аргентинских художников XX века.

## Биография
Родился 1 октября 1892 года в аргентинском городе Ла-Плата. Происходил из обеспеченной буржуазной семьи итальянских иммигрантов, обосновавшихся в стране. С ранних лет проявлял интерес к живописи, рисовал, в том числе многочисленные карикатуры; некоторые из них были представлены в выставочном зале газеты в Буэнос-Айресе. В возрасте 14 лет поступил в местную Академию изящных искусств. Затем учился у Эмилио Кутаре, архитектора и преподавателя в школе рисования в Музее естественной истории. В 1910—1913 годах обучался в Провинциальной академии изящных искусств в Буэнос-Айресе. В 1913 году был удостоен государственной стипендии для путешествия и продолжения образования в Италии, где увлечённо изучал живопись художников эпохи Возрождения во Флоренции. Среди его интересов можно назвать таких живописцев как Фра Анджелико, Мазаччо и Джотто. В целом считается, что он вообще испытал сильное влияние флорентийского искусства XIV века. 
В Италии познакомился с футуристами, в том числе с их лидером Филиппо Маринетти, что приводит к заинтересованности абстрактной живописью. Хотя он никогда не относил себя полностью к футуристам, отвергая точную категоризацию своего искусства, его стиль несомненно находился под влиянием этого движения, как и манера его друга Ксула Солара (исп. Xul Solar). Первая выставка Петторути датируется 1916 годом; она прошла в галерее Гонелли, одном из оплотов флорентийского футуризма. В 1917 году переехал в Рим, продолжая работать на протяжении всей Первой мировой войны. Художник сосредоточился на решении художественных задач в области пространства и формы, рассматривая цвет как второстепенный элемент и экспериментируя с различными средствами выражения, включая мозаику, сценографию, витражи. 
В первой половине 1920-х годов выставлялся в галереях Италии, Берлина и Парижа. В Европе познакомился с перуанским автором, критиком и философом Хосе Карлосом Мариатеги. В 1925 году он писал про самобытность, оригинальность творческих устремлений художника следующее:  
Его не причислишь ни к одной школе. Он оказывался на многих дорогах, но всегда сохранял своё „Я“. Он жил во времена нестабильности и анархии. Естественно, что его произведения не могли не реагировать на эти перемены. Вся жизнь Петторути в силу обстоятельств была серией поисков. Но из каждого поиска, из каждого путешествия он возвращался всегда с новым утверждением своего „Я“.
В 1924 году Петторути вернулся в Аргентину, надеясь популяризировать модернизм в своей стране, который не был здесь ранее представлен и находил плохой приём со стороны консервативной критики. Выставлялся как на родине, так и за рубежом. Так, в 1924 году прошла его выставка, получившая скандальную известность и отрицательные отзывы прессы. В то же время Ксул Солар писал, что несмотря на такой прохладный приём и полярную разницу во мнениях, искусство его друга признаётся как имеющее большую стимулирующую силу и является отправной точкой для последующей художественной эволюции живописи Аргентины. 
С 1927 года являлся профессором, а с 1930 года директором Музея изобразительных искусств в Ла-Плате. Под его руководством коллекция отказалась от провинциальной «краеведческой окраски» и стала обще-аргентинской художественной коллекцией. В 1942 году Петторути посетил Сан-Франциско для проведения своей первой крупной выставки в США. Она расширила известность художника, что привело к тому, что больше музеев стали стремится к представлению его картин. Петторути женился на Марии Розе Гонсалес, которая позже стала объектом многих его картин. На должности директора музея в Ла-Плате он находился в течение 17 лет — вплоть до 1947 года, когда под влиянием консервативного курса президента Хуана Перона решил оставить свой пост. На фоне продолжающихся притеснений и увольнений сотрудников, в 1952 году Петторути вернулся в Европу, где продолжил рисовать. В этот период он написал свою автобиографию «Художник перед зеркалом» (исп. Un Pintor Ante el Espejo). В конце жизни проживал в Париже, где и умер 16 октября 1971 года.